# Dactylolabis (Dactylolabis) sparsimacula
Dactylolabis (Dactylolabis) sparsimacula is een tweevleugelige uit de familie steltmuggen (Limoniidae). De soort komt voor in het Nearctisch gebied.